# Jedinstvo Brčko
Jedinstvo Brčko – żeński klub piłki siatkowej z Bośni i Hercegowiny. Swoją siedzibę ma w Brczku. Został założony w 1946.

## Sukcesy
- Mistrzostwo Bośni i Hercegowiny:
  -  2006/2007, 2007/2008, 2008/2009, 2009/2010
  -  2005/2006